# El segundo sexo

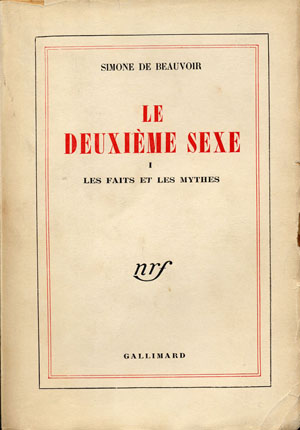
Portada de "El segundo sexo" en francés por editorial Gallimard.

El segundo sexo (en francés: Le Deuxième Sexe) es un libro escrito en 1949 por Simone de Beauvoir. Fue un rotundo éxito de ventas. Su autora comenzó a escribirlo cuando reflexionó sobre lo que había significado para ella el ser mujer. Comenzó a investigar acerca de la situación de las mujeres a lo largo de la historia y escribió este extenso ensayo que aborda cómo se ha concebido a la mujer, qué situaciones viven las mujeres y cómo se puede intentar que mejoren sus vidas y se amplíen sus libertades.
Es una de las obras fundacionales del feminismo y utiliza los conceptos existencialistas para indagar acerca de la vida de la mitad de la humanidad. También es considerada una obra enciclopédica, pues aborda la identidad de las mujeres y la diferencia sexual desde los puntos de vista de la sociología, la psicología, la historia, la antropología, la biología, la reproducción y la relación afectivo-sexual.
La teoría principal que sostiene Beauvoir es que «la mujer», o más exactamente lo que entendemos por mujer (coqueta, cariñosa, etc.) es un producto cultural que se ha construido socialmente sobre el cuerpo sexuado de las mujeres.  La mujer se ha definido a lo largo de la historia siempre respecto a algo: como madre, esposa, hija o hermana. Así pues, la principal tarea de la mujer es reconquistar su propia identidad específica y desde sus propios criterios. Muchas de las características que presentan las mujeres no les vienen dadas por su genética, sino por cómo han sido educadas y socializadas. La frase que resume esta teoría es muy célebre: «No se nace mujer: llega una a serlo». Para Beauvoir, ser mujer no es un carácter natural, es el resultado de una historia,  ya que ningún destino biológico o psicológico define a la mujer como mujer, es la historia de la civilización la que crea el estatus femenino. El eterno femenino, la femineidad no es una esencia natural. Las diferencias biológicas juegan un papel importante, especialmente en quedar embarazada y tener hijos, algo que los hombres no pueden, pero no es esa diferencia biológica la que funda la diferencia de estatus y de jerarquía entre varones y mujeres, la biología no define "la femineidad" como concepto (emotividad, dependencia, cuidados, suavidad, paciencia, sacrificio) explicando que de una hembra biológica se construye la condición "femenina" y se logra hacer una mujer al educarla en la femineidad, sin que exista vínculo natural entre mujer (hembra) y femineidad (género).
Tras escribir este ensayo y recibir multitud de cartas escritas por mujeres diciendo que ahora comprendían mejor sus vidas, la filósofa se dio cuenta de que hacía falta un cambio social y político, por lo que se hizo feminista. El segundo sexo es considerado hoy como la obra principal de referencia de la corriente denominada feminismo de la igualdad. En 1956 el Santo Oficio decretaba la inclusión de diversas partes del escrito en el Índice de Libros Prohibidos por la Iglesia católica a sus fieles.

## Algunos elementos
Este ensayo de casi un millar de páginas apareció por primera vez en París con el sello de Gallimard y aún perduran los ecos de la exitosa resonancia y de algunas controversias que provocó. El lenguaje que lo muestra y aspectos que lo caracterizan son de cuño existencialista. 
Como quedó señalado, la obra aspira a manejar una pluralidad de registros que van desde lo biológico, lo psicoanalítico, pasando por lo histórico y lo marxista. La mira es puesta en principio, desde lo exterior, en particular desde la mirada masculina. Y a renglón seguido se desplaza hacia una descripción interna de la infancia de la mujer, de su iniciación sexual, de la época de madurez y por último de la ancianidad.
Se pasa luego a considerar y describir a la mujer en situación. Y desfilan entonces la madre, la prostituta, la lesbiana, la narcisista, la enamorada, la mística. El propósito o hilo de conducción es destacar todo lo que en las diferentes circunstancias llevan a creer en la inferioridad de la mujer y en los efectos que la internalización de esta creencia promueve en lo que concierne a sus elecciones vitales, sea la de contraer matrimonio o abandonar una carrera antes emprendida. Por otro lado se explica que, en un mundo en el que predominase la igualdad de los sexos, tanto hombres como mujeres estarían contribuyendo a la propia liberación del propio sexo. Ya que si la mujer tuviese claramente definidos sus propios objetivos, se focalizaría menos sobre el hombre y ante el hecho de una menor constricción éste obtendría una mayor libertad.
Su obra se enmarca en el entorno de un pensamiento racional que coge de la ilustración todos los aspectos emancipadores y positivos. La diferencia entre ambos sexos no influye en su igualdad de condición, según un pensamiento de igualdad entre humanos. Analiza la feminidad desde distintos puntos de vista: cultural, historiográfico, psicológico, biológico, etc., aclarando que ninguno de estos aspectos son suficientes para darnos una definición de mujer, pero contribuyen a definir la mujer como «lo Otro» frente a «lo Uno»: lo masculino. Se trata, en cierto modo, de una exhaustiva investigación general sobre la mujer en un contexto mundial.
El trabajo avanza mediante la indagación a los más creíbles estudiosos de los temas sin distinción de sexo, sean médicos, psicólogos, novelistas y, al mismo tiempo, busca que las mujeres se abran declarando sus experiencias, sea en el ámbito del amor o en otros. A esta altura comienza a sostenerse la necesidad de la integración social de lo femenino, con los mismos derechos que los hombres y con los mismos deberes, y con todas las conquistas que todo ello comporta: igualdad en los salarios, posibilidad de control de los nacimientos, acceso legalizado al aborto y a todos los reconocimientos civiles, políticos, jurídicos que han poseído y poseen los hombres.
El trabajo se abre con una introducción y es seguida de tres secciones: Destino, Historia y Mitos. Se cierra con una conclusión.

## El Uno y el Otro
«Toda mujer consiste en el útero». Desde tiempos remotos la mujer ha sido limitada por su constitución biológica. Para él, ella es tan solo sexo. El hombre tan sólo ve en la mujer un cuerpo, que se reproduce. No ve más allá de eso.
La separación de los sexos, por tanto, es un acto biológico. Esto no proviene de ningún suceso de la Historia, no podemos definir un punto exacto. Sin duda alguna, esto marcó un antes y un después a la hora de determinar a la mujer. La pareja es una entidad, en la cual sus dos mitades están fusionadas la una con la otra, son necesarias: no es contingente ninguna división por sexos en nuestra sociedad. Este problema es lo que determina sin duda alguna a la mujer: «ella es lo Otro en el corazón de una totalidad cuyos dos términos son necesarios el uno para el otro».
Si suponemos a la mujer como lo Otro sería algo tan insólito como nuestro propio conocimiento. Siempre, ya en las sociedades arcaicas, ha convivido aquello que conocemos como dualismo (lo Otro y lo Mismo); esta desmembramiento no se puso bajo el símbolo de la división entre sexos, no corresponde a datos empíricos. Nunca una colectividad se fija como Una sin poner a continuación enfrente a la Otra: para el que haya nacido en un país, las otras personas que no pertenecen al suyo las califica como «extranjeros»; para los antisemitas los judíos son «otros», los indígenas lo son para los colonos, los pobres para los ricos.
Deducimos que el sujeto no se piensa más que oponiéndose: se afirma como algo fundamental y construye al otro en secundario, en objeto. Pero entre aldeas, clases, naciones, hay tratados, guerras, negocios, que quitan el concepto de lo Otro de su razón absoluta y descubren su correlación; de mal o buen grado, conjuntos e individuos se ven forzados a admitir la reciprocidad de sus relaciones. Ahora bien, ¿Por qué esta reciprocidad no se ha planteado entre los sexos? ¿Por qué las mujeres no ponen a discutir la emancipación masculina? 
El Otro es planteado así por lo Uno, al desarrollarse este como Uno. Ahora bien, la pregunta que muchos se plantean: ¿De dónde procede esta sumisión a la mujer? 
Mujeres y hombres participan del mismo modo en la categoría de seres humanos y de este modo crear percepciones dedicadas a la práctica de la trascendencia. El problema es que, en el caso de la mujer, no se le considera la inclusión y la participación en esa categoría: no es sujeto, no es un Mismo; por otro lado, la cultura y nuestra sociedad han hecho de ella una persona distinta del hombre. La mujer es la Otra: no existe ningún tipo de correspondencia a la hora de hablar de mujer como sujeto. Sin duda alguna, podríamos «culpabilizar» a nuestra cultura y sociedad por este nombramiento a la mujer, que hizo que la condicionaran a lo largo de su historia.
Cuando la mujer empieza a formar parte de la elaboración de nuestro planeta, en ese mismo momento, ese mundo pertenece y está en poderío de los hombres. Estas mujeres no tenían otra opción que aceptar la cooperación con el hombre, consentir ser lo Otro, para así mantener cualquiera de las ventajas que podría producir una unión con esa clase privilegiada, el hombre.
Cuando cualquier individuo anhela afirmarse como un sujeto, aparece en él cierto deseo de escapar de su independencia para formarse como cosa. Cualquier hombre, al concebir a la mujer como Otro, descubre en ella complicidades recónditas. La mujer no tiene unos medios adecuados para manifestarse como sujeto, por lo que no lo hace, ya que notan una fuerza que las hace adherirse al hombre, pero sin pensar en ninguna correlación, sobre todo porque la mayoría casi siempre se contenta haciendo el papel de Otro. Es aquí cuando surge otra pregunta: ¿De qué manera ha surgido toda esta realidad?

## Otros contenidos relevantes
En el momento de escribir su ensayo la autora tenía cuarenta y un años. Por detrás estaban los atisbos esporádicos de lucha feminista, sea del siglo anterior o del precedente, como el de la inglesa Mary Wollstonecraft. En el siglo XX será Simone de Beauvoir la que reinicie la lucha, con las diversas armas de los nuevos tiempos.
Como todo trabajo renovador, pone aparte de las altas resonancias positivas, como quedó reseñado, hubo que disuadir y combatir los enfoques negativos en las controversias desatadas. Lo que la autora quiere dejar bien puntualizado es el rol inferiorizado que la mujer ha cumplido históricamente. Sea en el amplio marco de la comunidad global, o en el más estrecho de la vida familiar. Se busca señalar que a lo largo de los tiempos los hombres han procurado regir solos el mundo, abandonando a la mujer a la tentación de consagrarse por completo a los quehaceres de la vida matrimonial y al cuidado de los hijos. Esta situación se pudo sostener por una creencia: la internalización femenina de la propia incapacidad. Y la otra: la creencia de que quedarse soltera la habría de poner en riesgos económicos o sociales. A este respecto, toda la comunidad en los diversos momentos de la historia ha reafirmado la inferioridad femenina y la necesidad de que tener una familia y un marido contribuirían a completar su ser «carenciado».
El matrimonio y los hijos son obra de hombres y mujeres, pero en conjunto son tareas que siempre han comportado mayores responsabilidades para ellas que para los hombres. Tal rol las ha atado y les ha impedido pensar en una realización fuera del hogar. La responsabilidad de esta situación histórica de hecho no es sólo de las mujeres. Los dos sexos han contribuido para que se sostuviera. Y así como las mujeres no deberían abandonar sus cometidos específicos y propios, los hombres deberían comprender que deberían restarse de la presión expresa o implícita para que lo hiciese. Categóricamente se establece, y no está de más remarcar, que en un mundo de iguales, ambos sexos se beneficiaran. Sólo tal igualdad y la liberación posibilitará papeles social y político de mayor envergadura, de la mujer.